# セピク語族
セピク語族（Sepik languages）はパプア島のセピック川低地に分布するパプア諸語の語族である。50の言語が含まれる。最もよく知られたセピック語族の言語はIatmül語である。セピック諸語は/ɨ ə a/の3母音体系のようであり、母音の広狭のみを区別する。Nadu語 ではさらに少ない2母音体系である可能性が考えられている。

## 参考
- Foley, William A. (1986). The Papuan Languages of New Guinea. Cambridge: Cambridge University Press. ISBN 0-521-28621-2. OCLC 13004531.

1. ↑  Hammarström, Harald; Forkel, Robert; Haspelmath, Martin et al., eds (2016). “Sepik”. Glottolog 2.7. Jena: Max Planck Institute for the Science of Human History